# Méreau
Méreau – miejscowość i gmina we Francji, w Regionie Centralnym, w departamencie Cher.
Według danych na rok 1990 gminę zamieszkiwało 2020 osób, a gęstość zaludnienia wynosiła 108 osób/km² (wśród 1842 gmin Regionu Centralnego Méreau plasuje się na 192. miejscu pod względem liczby ludności, natomiast pod względem powierzchni na miejscu 710.).